# Mandello Vitta
Mandello Vitta – miejscowość i gmina we Włoszech, w regionie Piemont, w prowincji Novara.
Według danych na rok 2004 gminę zamieszkiwało 261 osób, 52,2 os./km².